# Nezahualcóyotl (municipi)
Nezahualcóyotl és municipi de l'estat de Mèxic, adjacent a la frontera oriental de la Ciutat de Mèxic i és, per tant, una de les poblacions integrants de l'àrea metropolitana de la ciutat de Mèxic. La Ciutat Nezahualcóyotl n'és la localitat més gran — gairebé co-extensiva amb el municipi — i la capçalera de govern. Aquest municipi és a la part nord-occidental de l'estat de Mèxic. Limita al nord amb el municipi de Ecatepec de Morelos, al sud amb La Paz, a l'oest amb la ciutat de Mèxic (delegacions Iztacalco, Iztapalapa i Venustiano Carranza) i a l'est amb Texcoco.

## Geografia

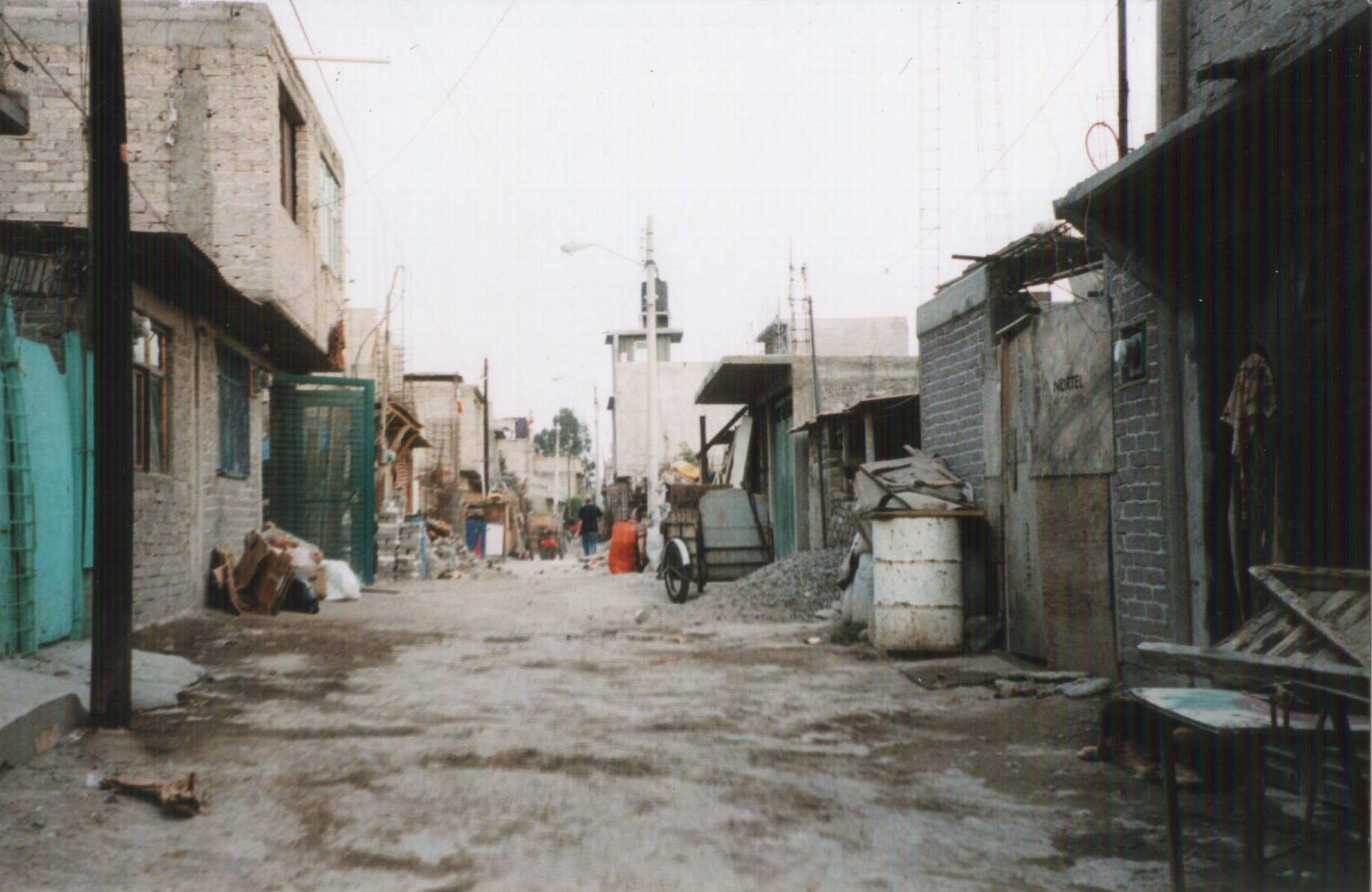
Carrer de Ciutat Nezahualcóyotl.

La ubicació del municipi és l'est de l'Estat de Mèxic, està conurbat amb la Ciutat de Mèxic i es localitza en les coordenades geogràfiques del meridià de Greenwich latitud nord 19° 21' 36 mínima, 19° 30' 04 màxima, longitud oest 98° 57' 57 mínima, 99° 04' 17 màxima.
El territori del municipi es troba sobre el terreny del que va ser l'antic llac de Texcoco, no té elevacions considerables i la seva topografia és gairebé una planada en la seva totalitat.

## Història
La ciutat es fundà al començament del segle XX sobre el dessecament del llac de Texcoco. La manca d'infraestructures propicià les condicions insalubres del municipi, per la qual cosa el govern intervingué el 1958, i el 1963 conformà el municipi de Nezahualcóyotl. La població va créixer exponencialment, a causa de la seva proximitat amb la ciutat de Mèxic. Es conformà com a centre manufacturer de l'estat de Mèxic i suburbi industrial i residencial—majoritàriament de renda baixa—de l'àrea metropolitana de la ciutat de Mèxic.

## Alcaldes
|  | - Luis Sánchez Jiménez (2003-2006) - Víctor Manuel Bautista López (2006-2009) - Edgar Cesáreo Navarro Sánchez (2009-2012) - Juan Manuel Zepeda Hernández (2012-2015) - Juan Hugo de la Rosa García (2016-) |